# Ковлитз

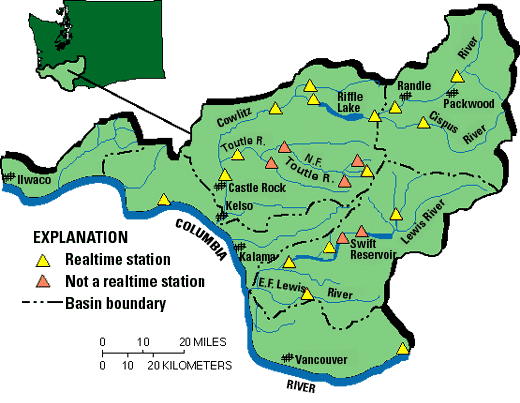
Сточише Ковлитзу.

Ковлитз — річка на південному заході штату Вашинґтон, права притока річки Колумбія. Середній стік 258 м³/сек. Довжина 169 км. Площа сточища 6698 км². Джерело через притоку Оханапікош на льодовику Оханапікош у міжгір'ї гір Гейнір, Сент-Хеленс й Адамс. Найбільше місто над Ковлитзом біля її гирла — Лонгвью. Притоки: Сисрус, Тоутл, Тилтон.

## Каскад ГЕС
На річці розташовані 3 великі гідроелектричні греблі: ГЕС Ковлитз-Фолс (1994), ГЕС Моссирок (1968) й ГЕС Мейфілд.

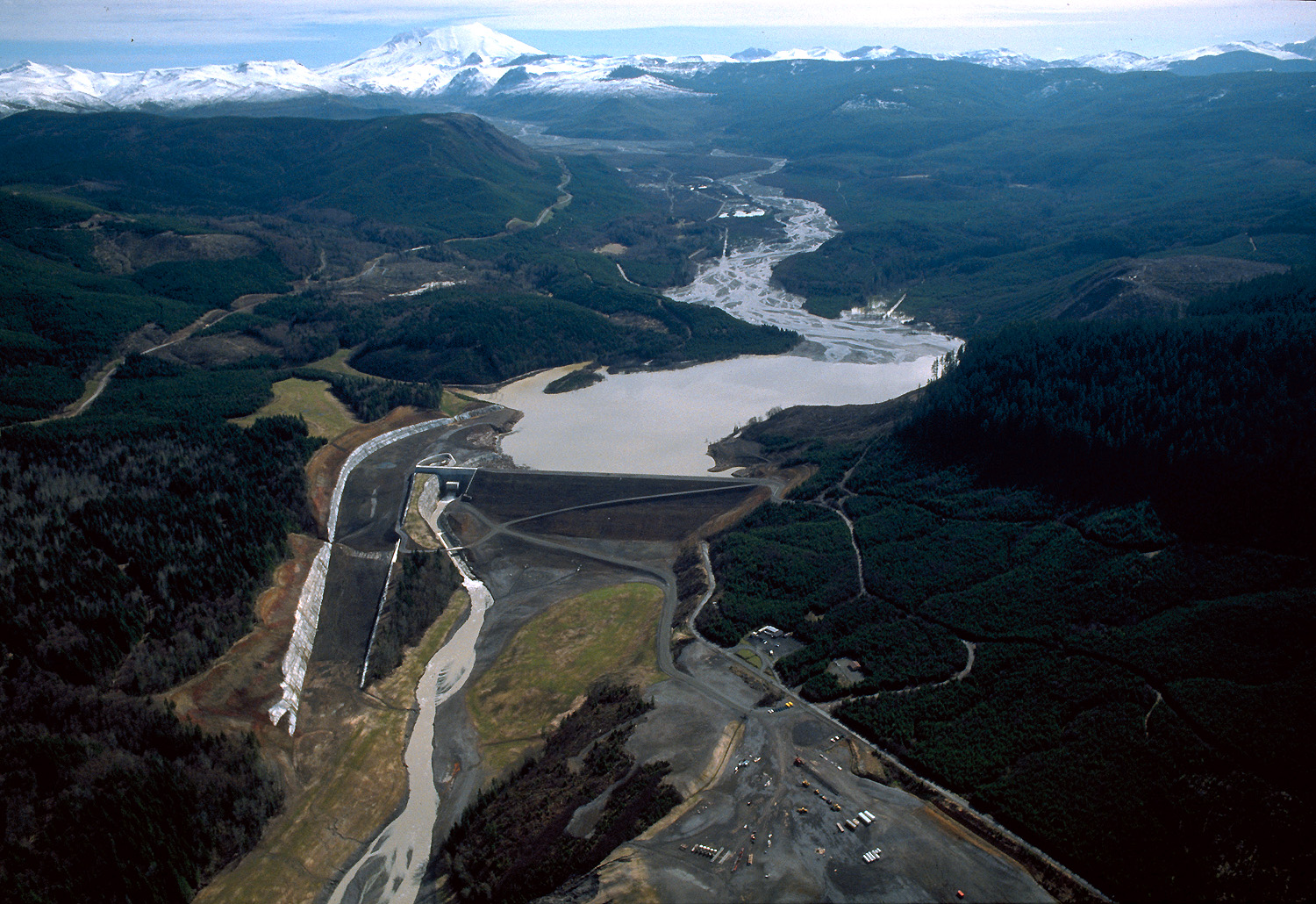
Дамба на річці Північний Тоутл за 35 км угору від гирла Тоутла у річку Ковлитз.

1. 1 2 3 4 5 6 7 8 9 10 11 12 13  National Hydrography Dataset — 2000.
2. 1 2  Geographic Names Information System
3. ↑  OpenStreetMap — 2004.